# Фриборн, Стюарт
Стюарт Фриборн (англ. Stuart Freeborn; 5 сентября 1914, Лондон, Британская империя — 5 февраля 2013, Лондон, Великобритания) — британский гримёр, принимавший участие в создании образов Йоды и Чубакки из фантастической саги «Звёздные войны»

## Биография
Карьеру в кинематографе он начал в 1930-х годах, работая над фильмами режиссёра Александра Корды.
После Второй мировой войны, во время которой он служил в британских ВВС, Фриборн вернулся в киноиндустрию, создав грим для ряда фильмов, вошедших в «золотой фонд» британского кинематографа.
В 1960-х годах Фриборн сотрудничал со Стэнли Кубриком, работая гримёром в таких его фильмах, как «Доктор Стрейнджлав, или Как я перестал бояться и полюбил бомбу» (1964) и «Космическая одиссея 2001 года» (1968).
Несмотря на впечатляющий список работ Фриборна до «Звёздных войн», знаменитым как в профессиональном кругу, так и среди широкой публики его сделала именно космическая эпопея Джорджа Лукаса, в которой Фриборн участвовал в создании образов мастера Йоды и Чубакки. Считается, что характерные черты Йоды были частично скопированы с внешности Альберта Эйнштейна, а частично — с внешности самого Фриборна. В 1977 году, когда на экраны вышел первый фильм из этой серии, Фриборну исполнилось 63 года.
Кроме Йоды и Чубакки, Фриборн принимал участие в создании образа Джаббы Хатта и ряда других персонажей «Звёздных войн». Работа Фриборна над космической эпопеей была отмечена номинацией на премию BAFTA и двумя наградами премии «Сатурн».
Создатель «Звёздных войн» и основатель Lucasfilm Джордж Лукас заявил, что Фриборн ещё до начала работы над киноэпопеей «уже был легендой среди гримёров». По словам Лукаса, творческая энергия Фриборна «будет вечно жить в созданных им персонажах».
Стюарт Фриборн скончался 6 февраля 2013 года, в Лондоне на 99 году жизни.

## Фильмография
- 1936 — Рембрандт / Rembrandt (makeup artist — в титрах не указан)
- 1937 — Крылья утра / Wings of the Morning (makeup artist — в титрах не указан)
- 1937 — Виктория Великая / Victoria the Great (makeup artist — в титрах не указан)
- 1940 — Двадцать один день (makeup artist — в титрах не указан)
- 1940 — Багдадский вор (makeup artist — в титрах не указан)
- 1943 — Жизнь и смерть полковника Блимпа (makeup artist — в титрах не указан)
- 1946 — Я вижу незнакомца / I See a Dark Stranger (makeup artist)
- 1946 — Зелёный значит опасность / Green for Danger (makeup artist — в титрах не указан)
- 1947 — Капитан Бойкотт / Captain Boycott (makeup artist)
- 1948 — Оливер Твист (makeup artist)
- 1949 — Silent Dust (makeup artist)
- 1949 — Наваждение / Obsession (makeup artist)
- 1950 — Мадлен / Madeleine (makeup artist)
- 1952 — История Робина Гуда и его весёлой компании / The Story of Robin Hood and His Merrie Men (makeup artist — в титрах не указан)
- 1952 — Человек, который смотрел, как проезжают поезда / The Man Who Watched Trains Go By (makeup artist)
- 1953 — Background (makeup artist)
- 1954 — Хозяин острова О’Киф / His Majesty O’Keefe (makeup artist)
- 1954 — И жили они счастливо / Happy Ever After (makeup artist)
- 1955 — Разрушители плотин (makeup artist)
- 1956 — It’s Never Too Late (makeup artist)
- 1957 — Yangtse Incident: The Story of H.M.S. Amethyst (makeup artist)
- 1957 — Король в Нью-Йорке (makeup artist)
- 1957 — Мост через реку Квай (makeup artist)
- 1957 — Голая правда (makeup artist)
- 1958 — Другое время, другое место / Another Time, Another Place (makeup artist)
- 1958 — I Was Monty’s Double (makeup artist)
- 1959 — Рёв мыши / The Mouse That Roared (makeup artist)
- 1960 — Похищенный / Kidnapped (makeup artist)
- 1960 — The Challenge (makeup artist)
- 1960 — Оскар Уайльд / Oscar Wilde (makeup artist)
- 1960 — Убежище в Каире / Foxhole in Cairo (makeup artist)
- 1960 — Руки Орлака / The Hands of Orlac (makeup artist)
- 1961 — Мистер Топаз / Mr. Topaze (makeup artist)
- 1961 — Тайна золотистых нарциссов / The Devil’s Daffodil / Das Geheimnis der gelben Narzissen (makeup artist — в немецкой версии в титрах не указан)
- 1961 — The Young Ones (makeup artist)
- 1962 — Рядовой Поттер / Private Potter (makeup artist)
- 1962 — Вальс тореадоров / Waltz of the Toreadors (makeup artist)
- 1962 — Тарзан едет в Индию / Tarzan Goes to India (makeup artist)
- 1963 — Диснейленд (сериал 1954—1992) / Disneyland (makeup artist — 2 эпизода)
- 1963 — Правосудие в ненадежных руках / The Wrong Arm of the Law (makeup artist)
- 1963 — Небеса над нами / Heavens Above! (makeup artist)
- 1964 — Доктор Стрейнджлав, или Как я перестал бояться и полюбил бомбу (makeup artist)
- 1964 — Сеанс дождливым вечером / Séance on a Wet Afternoon (makeup artist)
- 1964 — Пушки при Батаси / Guns at Batasi (makeup artist)
- 1965 — Воздушные приключения (makeup artist)
- 1965 — Убийства по алфавиту / The Alphabet Murders (makeup artist — в титрах не указан)
- 1966 — В погоне за «Лисом» (makeup artist)
- 1968 — Космическая одиссея 2001 года (makeup artist)
- 1969 — О, что за чудесная война / Oh! What a Lovely War (makeup artist)
- 1969 — Искатели приключений / The Adventurers (makeup artist)
- 1970 — Toomorrow (makeup creation)
- 1971 — Риллингтон Плейс, дом 10 / 10 Rillington Place (makeup artist)
- 1971 — Слепой ужас / See No Evil / Blind Terror (makeup artist)
- 1972 — Зверь / The Fiend (makeup artist)
- 1972 — Молодой Уинстон (chief makeup artist)
- 1972 — Алиса в Стране чудес (makeup artist)
- 1973 — Оптимисты / The Optimists of Nine Elms (makeup artist)
- 1974 — Жестокие битвы на мягких постелях / Soft Beds, Hard Battles (makeup artist)
- 1974 — Выкуп (makeup artist)
- 1974 — Убийство в «Восточном экспрессе» (makeup artist)
- 1975 — Приключения хитроумного брата Шерлока Холмса / The Adventure of Sherlock Holmes' Smarter Brother (chief makeup)
- 1976 — Омен (chief makeup artist)
- 1977 — Spectre (TV) (makeup artist, creature designer)
- 1977 — Звёздные войны. Эпизод IV: Новая надежда (makeup supervisor, creature design supervisor)
- 1978 — Звездные войны: Праздничный спецвыпуск (ТВ) (costume: «Chewbacca»)
- 1978 — Супермен (creative supervisor of makeup & special visuals)
- 1980 — Звёздные войны. Эпизод V: Империя наносит ответный удар (makeup and special creature designer)
- 1980 — Супермен 2 (makeup artist)
- 1981 — Большое ограбление Маппетов (makeup supervisor)
- 1982 — Return of the Ewok (кор.) (costume: «Wicket the Ewok»)
- 1983 — Звёздные войны. Эпизод VI: Возвращение джедая (makeup designer, creature design)
- 1983 — Супермен 3 (makeup artist)
- 1984 — Совершенно секретно! (makeup supervisor)
- 1985 — Царь Давид / King David (makeup supervisor)
- 1985 — Санта Клаус / Santa Claus (makeup artist)
- 1986 — Медовый месяц с призраками / Haunted Honeymoon (makeup supervisor)
- 1987 — Супермен 4: Борьба за мир (makeup supervisor)
- 1990 — Макс и Елена (ТВ) / Max and Helen (key makeup artist)

## Награды и номинации
| Премия «Сатурн» за лучший грим | 1978 | • Звёздные войны. Эпизод IV: Новая надежда      | Награда   |
| Премия «Сатурн» за лучший грим | 1984 | • Звёздные войны. Эпизод VI: Возвращение джедая | Награда   |
| Премия BAFTA за лучший грим    | 1984 | • Звёздные войны. Эпизод VI: Возвращение джедая | Номинация |